# 연기 (예술)

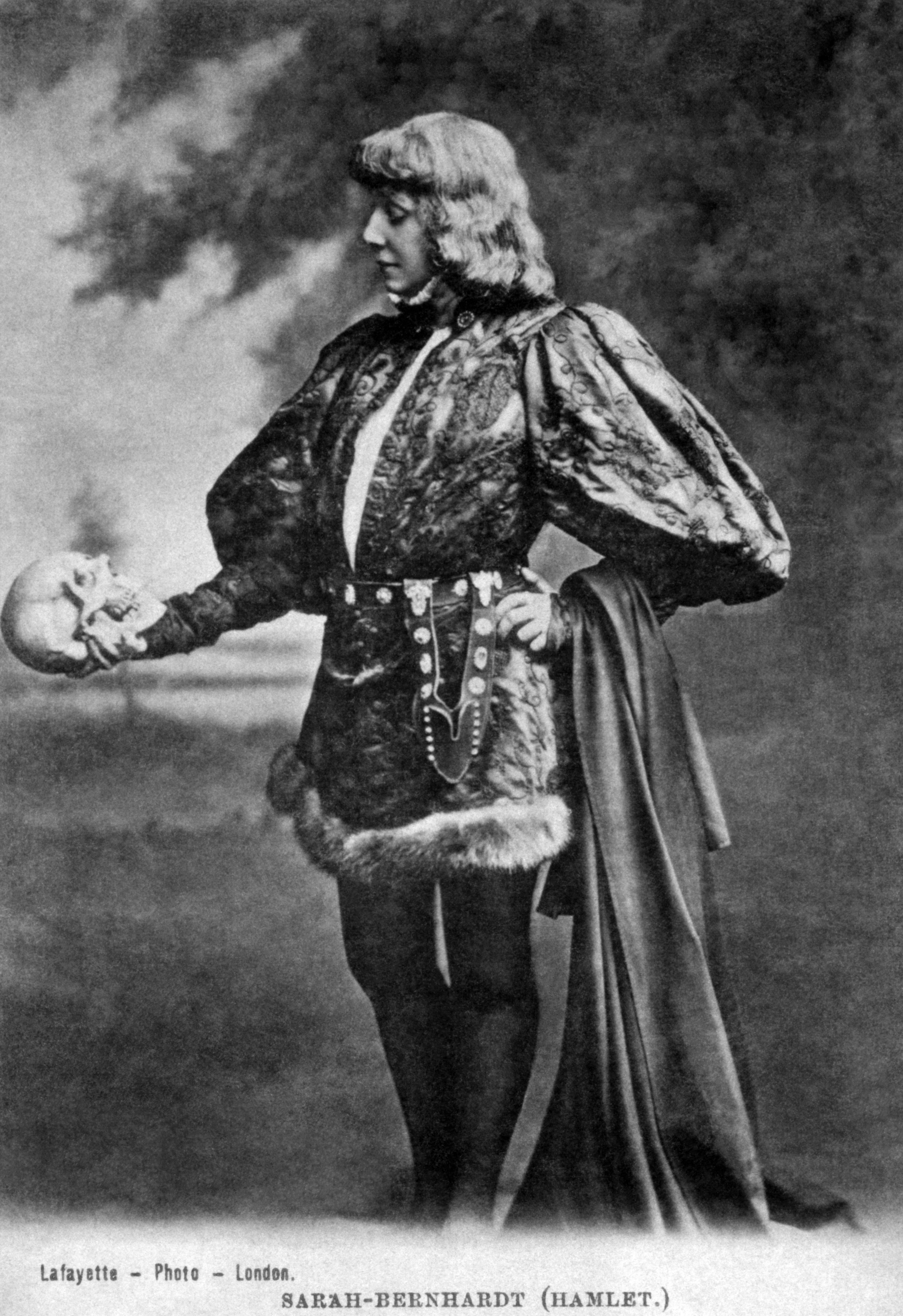
햄릿 역을 연기하는 프랑스의 배우 사라 베르나르의 연기

연기(演技)는 배우가 등장인물의 성격을 구현함으로써 이야기를 전달하는 활동으로, 연극, 텔레비전, 영화, 라디오 또는 모방적 양식을 활용하는 기타 매체에서 이루어진다.
연기는 잘 발달된 상상력, 감정 표현력, 신체 표현력, 음성 투사력, 명확한 발음, 극본 해석 능력 등 광범위한 기술을 포함한다. 연기는 또한 방언, 억양, 즉흥 연기, 관찰과 모방, 무언극, 무대 전투를 구사하는 능력을 요구한다. 많은 배우들이 이러한 기술을 개발하기 위해 전문 프로그램이나 대학에서 오랫동안 훈련한다. 전문 배우의 대다수는 광범위한 훈련 과정을 거쳤다. 배우들은 노래, 장면 연습, 오디션 기법, 카메라 연기 등 포괄적인 훈련을 위해 여러 강사와 교사들의 지도를 받는 경우가 많다.
서양의 초기 문헌들 대부분은 연기 예술(고대 그리스어: ὑπόκρισις 히포크리시스[*])을 수사학의 일부로 다루었다.

## 역사
최초의 알려진 배우 중 한 명은 아테네의 이카리아 출신 테스피스라는 고대 그리스인이었다. 이 사건이 있고 2세기가 지난 후, 아리스토텔레스는 《시학》(기원전 335년경)에서 테스피스가 디티람보스 합창단에서 나와 별도의 등장인물로서 합창단에 말을 건넸다고 제안한다. 테스피스 이전에는 합창단이 서술했다(예: "디오니소스가 이렇게 했다, 디오니소스가 이렇게 말했다"). 테스피스가 합창단에서 나왔을 때, 그는 마치 자신이 그 등장인물인 것처럼 말했다(예: "나는 디오니소스다, 내가 이렇게 했다"). 아리스토텔레스는 이러한 서로 다른 이야기하기 방식, 즉 구현과 서술을 구분하기 위해 "미메시스"(구현을 통해)와 "디에게시스"(서술을 통해)라는 용어를 사용한다. 그리스 배우 테스피스의 이름에서 "테스피안"이라는 단어가 유래했다.

## 훈련

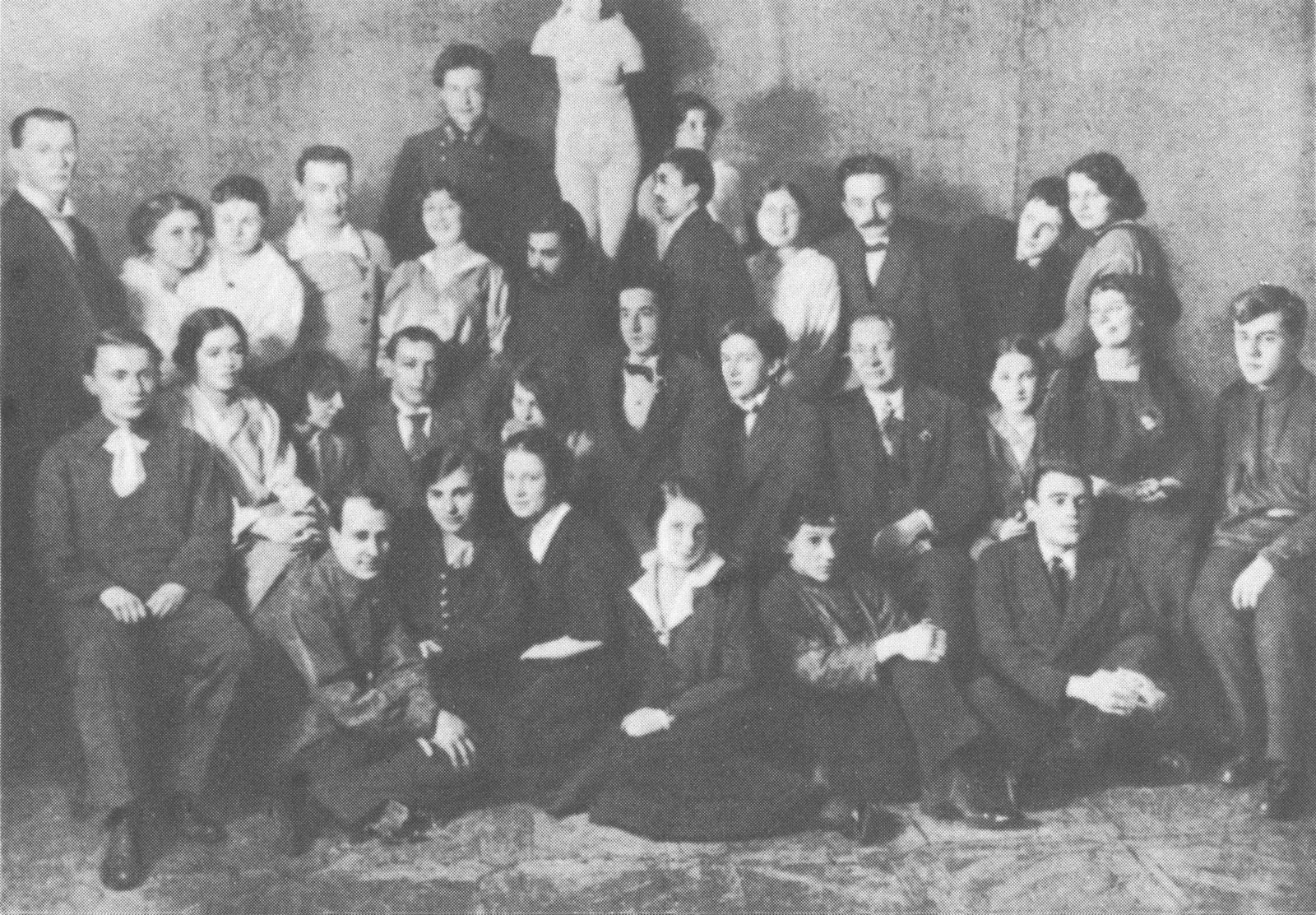
스타니슬랍스키가 서양의 대부분 전문 훈련의 기초가 되는 배우 훈련 '시스템'을 발전시키기 시작한 제1스튜디오의 구성원들.

예술원과 연극 학교는 일반적으로 연기의 모든 측면에 대해 2-4년 과정의 훈련을 제공한다. 대학은 주로 3-4년 과정의 프로그램을 제공하는데, 학생들은 연극의 다른 측면들을 계속 배우면서 연기에 집중하는 것을 선택할 수 있다. 학교마다 접근 방식이 다양하지만, 북미에서 가장 인기 있는 교수법은 콘스탄틴 스타니슬랍스키의 '시스템'에서 유래한 것으로, 이는 리 스트래스버그, 스텔라 애들러, 샌퍼드 마이즈너 등에 의해 메소드 연기로 발전되어 대중화되었다.
다른 접근법으로는 앤 보가트, 자크 르콕, 예지 그로토프스키, 프세볼로드 메이예르홀트와 같이 다양한 연극인들이 제창한 것처럼 더 신체 중심적인 방향성을 포함할 수 있다. 수업은 또한 심리기법, 가면 작업, 신체 연극, 즉흥 연기, 카메라 연기를 포함할 수 있다.
학교의 접근 방식과 관계없이 학생들은 텍스트 해석, 음성, 움직임에 대한 집중적인 훈련을 받게 된다. 연극 프로그램과 예술원 지원은 보통 광범위한 오디션을 포함한다. 18세 이상이면 누구나 지원할 수 있다. 훈련은 매우 어린 나이에 시작될 수도 있다. 18세 미만을 대상으로 하는 연기 수업과 전문 학교가 널리 보급되어 있다. 이러한 수업들은 어린 배우들에게 장면 연구를 포함한 연기와 연극의 다양한 측면을 소개한다.
공개 발표에 대한 훈련과 노출이 증가하면 사람들은 더 차분하고 편안한 생리 상태를 유지할 수 있다. 발표자의 심박수를 측정하는 것은 스트레스의 변화를 평가하는 가장 쉬운 방법 중 하나일 것인데, 불안이 증가하면 심박수가 증가하기 때문이다. 배우들이 공연을 더 많이 할수록 심박수와 다른 스트레스 징후들이 감소할 수 있다. 이것은 배우 훈련에서 매우 중요한데, 공개 발표에 대한 노출 증가로 얻어진 적응 전략이 암묵적, 명시적 불안을 조절할 수 있기 때문이다. 연기 전문 교육기관에 다님으로써 연기할 기회가 늘어나면 더 편안한 생리 상태가 되고 스트레스와 그것이 신체에 미치는 영향이 감소할 것이다. 이러한 영향은 삶의 질과 공연에 영향을 미칠 수 있는 호르몬부터 인지 건강까지 다양하다.

## 즉흥 연기

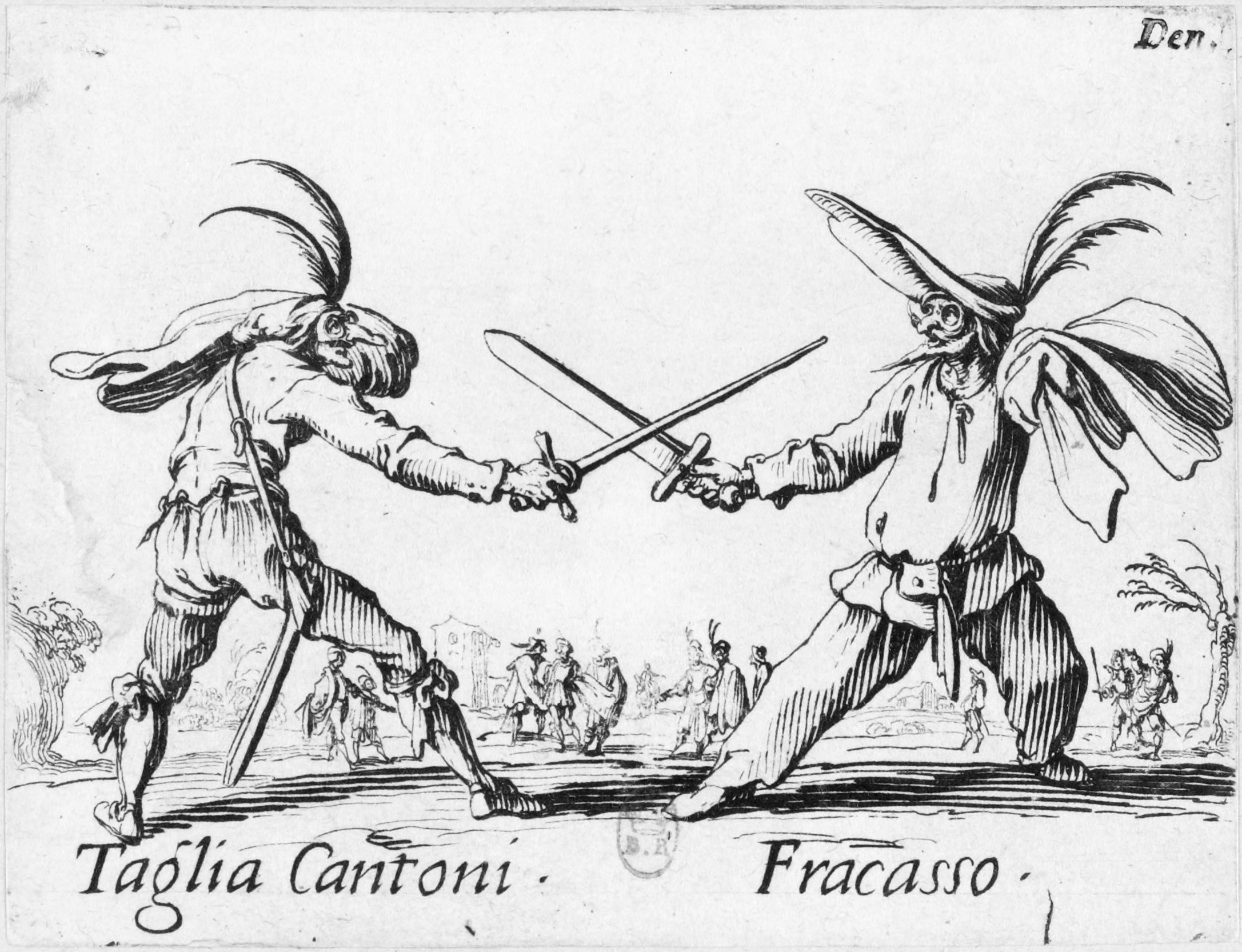
상당한 수준의 즉흥성이 포함된 "라치"를 선보이는 《코메디아 델라르테》의 가면을 쓴 두 등장인물.

일부 고전적 연기 형태는 상당한 즉흥 공연 요소를 포함한다. 가장 주목할 만한 것은 이탈리아에서 시작된 가면 희극 형태인 콤메디아 델라르테 극단에서의 사용이다.
연기에 대한 접근법으로서의 즉흥 연기는 러시아 연극인 콘스탄틴 스타니슬랍스키가 1910년대부터 발전시킨 배우 훈련 '시스템'의 중요한 부분을 차지했다. 1910년 말, 극작가 막심 고리키는 스타니슬랍스키를 카프리섬으로 초대했고, 그곳에서 그들은 훈련과 스타니슬랍스키의 발전하는 연기 "문법"에 대해 논의했다. 《코메디아 델라르테》의 기법을 활용한 나폴리의 대중 연극 공연에서 영감을 받은 고리키는 중세의 순회 극단을 모델로 한 극단을 만들 것을 제안했는데, 극작가와 젊은 배우 그룹이 즉흥 연기를 통해 함께 새로운 연극을 창작하는 것이었다. 스타니슬랍스키는 이러한 즉흥 연기의 활용을 모스크바 예술극장의 제1스튜디오 작업에서 발전시켰다. 스타니슬랍스키의 활용은 그의 제자들인 미하일 체호프와 마리야 크네벨이 발전시킨 연기 접근법에서 더욱 확장되었다.
영국에서는 1930년대부터 조안 리틀우드가, 그리고 이후에는 키스 존스턴과 클라이브 바커가 즉흥 연기의 사용을 개척했다. 미국에서는 시카고 헐 하우스에서 네바 보이드와 함께 일한 후 비올라 스폴린이 이를 발전시켰다(스폴린은 1924년부터 1927년까지 보이드의 학생이었다). 영국의 실천가들처럼 스폴린은 게임을 하는 것이 배우를 훈련시키는 유용한 수단이며 배우의 연기를 향상시키는 데 도움이 된다고 생각했다. 그는 즉흥 연기를 통해 사람들이 즉흥적인 상황이 어떻게 전개될지 모르기 때문에 표현의 자유를 찾을 수 있다고 주장했다. 즉흥 연기는 반응을 미리 계획하는 대신 자발성을 유지하기 위해 열린 마음을 요구한다. 등장인물은 종종 극본을 참고하지 않고 배우에 의해 창조되며, 연극은 다른 배우들과의 자발적인 상호작용을 통해 발전된다. 새로운 드라마를 창작하는 이러한 접근법은 《비밀과 거짓말》(1996년), 《베라 드레이크》(2004년), 《어나더 이어》(2010년), 《미스터 터너》(2014년)와 같은 영화를 만든 영국 영화감독 마이크 리에 의해 가장 실질적으로 발전되었다.
즉흥 연기는 또한 배우가 실수를 했을 때 이를 덮는 데도 사용된다.

## 기호학

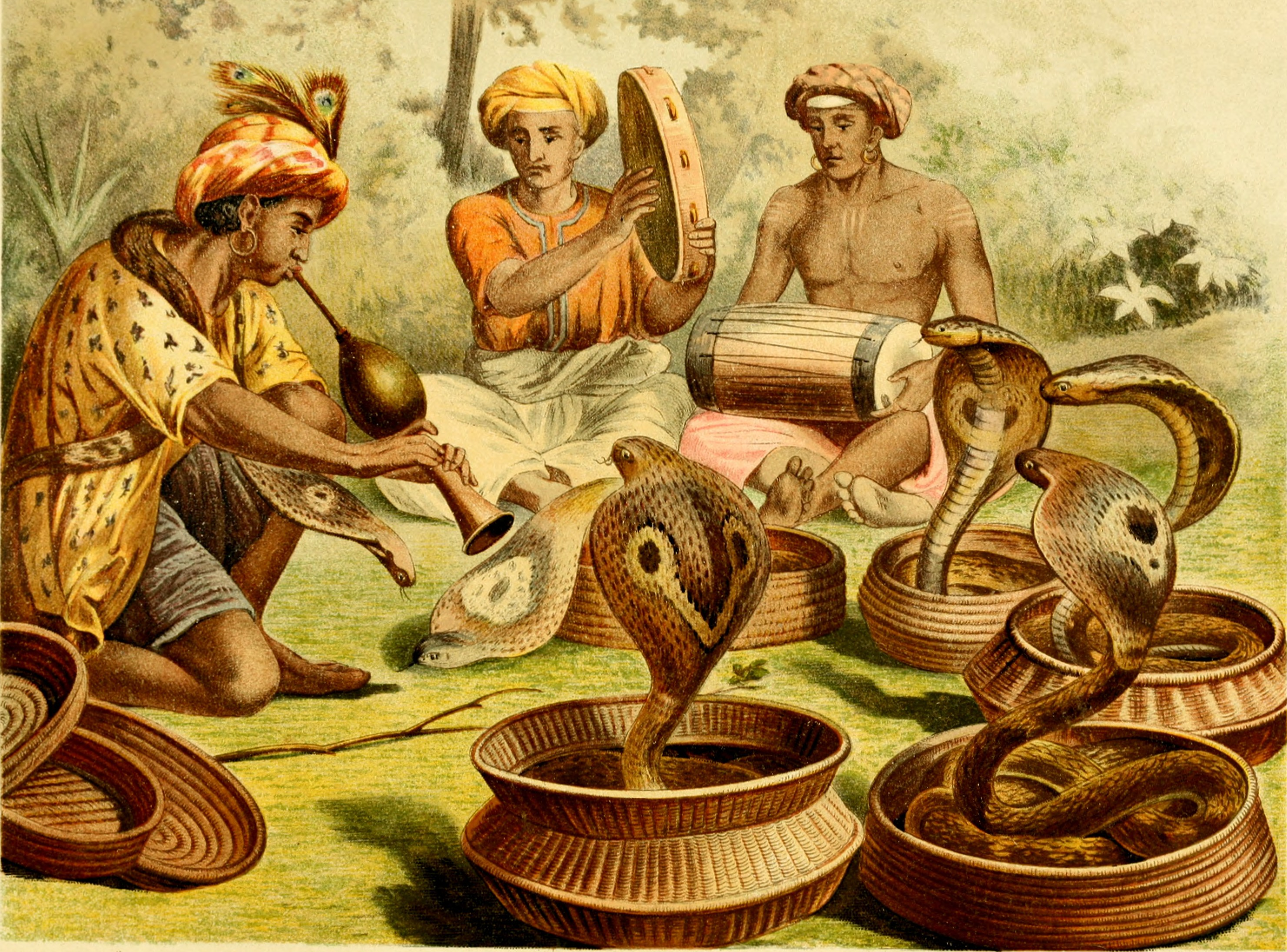
앙토냉 아르토는 그의 "잔혹극"에서 배우의 공연이 관객에게 미치는 영향을 뱀을 부리는 자가 뱀에게 미치는 영향과 비교했다.

연기의 기호학은 공연의 여러 측면이 어떻게 관객에게 기호로 작용하게 되는지를 연구하는 것을 포함한다. 이 과정은 주로 의미의 생산과 관련되는데, 이를 통해 배우의 연기 요소들이 극적 행동의 더 넓은 맥락 안에서, 그리고 각각이 실제 세계와 맺는 관계 속에서 의미를 획득하게 된다.
그러나 초현실주의 이론가 앙토냉 아르토가 제안한 아이디어에 따르면, 의미와 의의 '아래에서' 일어나는 관객과의 소통을 이해하는 것도 가능할 수 있다(기호학자 펠릭스 가타리는 이를 "비-의미화 기호"의 전달을 포함하는 과정이라고 설명했다). 《연극과 그 분신》(1938년)에서 아르토는 이러한 상호작용을 뱀을 부리는 자가 뱀과 소통하는 방식에 비유했는데, 그는 이 과정을 "미메시스"라고 규정했다. 이는 아리스토텔레스가 《시학》(기원전 335년경)에서 서술자가 이야기를 설명할 수 있는 방식인 "디에게시스"와 구별하여, 배우의 구현을 통해 드라마가 이야기를 전달하는 양식을 설명하기 위해 사용한 용어와 같은 것이다. 배우에서 관객으로 전달되는 이러한 "진동"은 반드시 그러한 의미 있는 요소들로 침전될 필요는 없지만(즉, 의식적으로 인식된 "의미들"), 오히려 "정동"의 순환을 통해 작용할 수 있다.
다른 연극인들이 채택한 연기에 대한 접근법은 연기의 기호학에 대한 관심도가 다양하다. 예를 들어, 콘스탄틴 스타니슬랍스키는 배우가 그가 "체험"이라고 부르는 역할을 바탕으로 하여, 드라마의 전체적인 의미를 뒷받침하기 위해 어떻게 공연을 형성하고 조정해야 하는지를 다루는데, 이는 그가 "역할의 관점" 확립이라고 부르는 과정이다. 연기의 기호학은 베르톨트 브레히트의 서사극에서 훨씬 더 중심적인 역할을 하는데, 여기서 배우는 특정한 연기 선택을 통해 행동의 사회역사적 의미를 분명히 드러내고자 하며, 이는 그가 연극의 전체적인 "파벨" 맥락 안에서 수행되는 신체적 "게스투스"의 "아니다/그러나" 요소를 확립하는 과정이라고 설명한다. 에우제니오 바르바는 배우들이 자신의 공연 행동의 의미에 신경 쓸 필요가 없다고 주장한다. 그는 이 측면이 연출가의 책임이라고 주장하는데, 연출가는 배우의 공연에서 의미를 만드는 요소들을 연출가의 극작법적 "몽타주" 속에 짜 넣는다.

연극 기호학자 파트리스 파비스는 스타니슬랍스키의 '시스템'과 브레히트의 시연하는 배우 사이의 대조를 암시하면서—그리고 더 나아가 드니 디드로의 연기 예술에 대한 기초적 에세이인 《배우의 역설》(1770-78년경)을 언급하면서—다음과 같이 주장한다.
연기는 오랫동안 배우의 진정성 또는 위선의 관점에서 보여왔다—그는 자신이 말하는 것을 믿고 그것에 감동해야 하는가, 아니면 거리를 두고 초연한 방식으로 그의 역할을 전달해야 하는가? 그 답은 관객에게 어떤 효과를 만들어내야 하는지와 연극의 사회적 기능을 어떻게 보는지에 따라 달라진다.
연기의 기호학적 요소에는 배우의 제스처, 표정, 억양과 다른 음성적 특질, 리듬, 그리고 이러한 개별 공연의 측면들이 전체로서 고려되는 드라마 및 연극적 사건(또는 각각 다른 기호 체계를 포함하는 영화, 텔레비전 프로그램, 라디오 방송)과 어떻게 관련되는지가 포함된다. 연기의 기호학은 모든 형태의 연기가 공연 행동이 의미를 획득하게 되는 관습과 코드를 포함한다는 것을 인정한다—여기에는 스타니슬랍스키의 접근법이나 미국에서 발전된 밀접하게 관련된 메소드 연기와 같이, 스스로를 "관습 없이도 가능하고 자명하고 보편적인 것으로 받아들여질 수 있는 자연스러운 종류의 연기"로 제시하는 접근법들도 포함된다. 파비스는 계속해서 주장한다.
모든 연기는 믿을 만하고 사실적이거나 인위적이고 연극적이라고 여겨지는 행동과 행위의 코드화된 체계에 기반한다(관객이 그것을 그렇게 보지 않더라도). 자연스럽고, 자발적이며, 본능적인 것을 주장하는 것은 단지 특정한 역사적 시기에, 그리고 주어진 관객에게, 무엇이 자연스럽고 믿을 만한지, 그리고 무엇이 과장되고 연극적인지를 결정하는 이데올로기적 코드에 의해 지배되는 자연스러운 효과를 만들어내려는 시도일 뿐이다.
일반적으로 연기를 지배하는 관습들은 각각의 특정한 경험에서 "게임의 규칙"을 포함하는 구조화된 놀이의 형태와 관련되어 있다. 이 측면은 요한 하위징아(《호모 루덴스》, 1938년)와 로제 카유아(《놀이와 인간》, 1958년)에 의해 처음 탐구되었다. 예를 들어, 카유아는 연기와 관련된 놀이의 네 가지 측면, 미메시스(모방), 아곤(갈등 또는 경쟁), 알레아(우연), 일링크스(현기증, 또는 관객의 동일시나 카타르시스를 포함하는 "현기증 나는 심리적 상황들")을 구분한다. 놀이 활동과의 이러한 연관성은 아리스토텔레스가 《시학》에서 처음 제안했는데, 그는 놀이에서 모방하고자 하는 욕구를 인간의 본질적인 부분이자 어린이로서 우리의 첫 번째 학습 수단으로 정의한다.
인간은 어린 시절부터 모방(미메시스)에 참여하는 것이 본능이기 때문이다(실제로 이것이 그들을 다른 동물들과 구별 짓는다: 인간은 가장 모방적인 존재이며, 모방을 통해 그는 가장 초기의 이해를 발전시킨다). 그리고 모든 사람이 모방적 대상을 즐기는 것도 마찬가지로 자연스럽다. (IV, 1448b)
놀이와의 이러한 연관성은 또한 영어(다른 많은 유럽 언어들의 유사한 경우처럼)에서 드라마를 위해 사용된 단어들에도 영향을 미쳤다. "play" 또는 "game"이라는 단어(앵글로색슨어 plèga 또는 라틴어 ludus를 번역한 것)는 윌리엄 셰익스피어 시대까지 극적 오락을 위한 표준 용어였다—마치 그것의 창작자가 "dramatist"가 아닌 "play-maker"였던 것처럼, 연기하는 사람은 "player"로 알려졌고, 엘리자베스 시대에 연기를 위한 특정 건물들이 지어졌을 때, 그것들은 "theatres"가 아닌 "play-houses"로 알려졌다.

## 같이 보기
- 메소드 연기
- 스타니슬랍스키 시스템
- 다이빙 (축구)

## 참고문헌
- Boleslavsky, Richard. 1933 Acting: the First Six Lessons. New York: Theatre Arts, 1987. ISBN 0-878-30000-7.
- Benedetti, Jean. 1999. Stanislavski: His Life and Art. Revised edition. Original edition published in 1988. London: Methuen. ISBN 0-413-52520-1.
- Brustein, Robert. 2005. Letters to a Young Actor New York: Basic Books. ISBN 0-465-00806-2.
- Csapo, Eric, and William J. Slater. 1994. The Context of Ancient Drama. Ann Arbor: University of Michigan Press. ISBN 0-472-08275-2.
- Elam, Keir. 1980. The Semiotics of Theatre and Drama. New Accents Ser. London and New York: Methuen. ISBN 0-416-72060-9.
- Hagen, Uta and Haskel Frankel. 1973. Respect for Acting. New York: Macmillan. ISBN 0-025-47390-5.
- Halliwell, Stephen, ed. and trans. 1995. Aristotle Poetics. Loeb Classical Library ser. Aristotle vol. 23. Cambridge, MA: Harvard University Press. ISBN 978-0-674-99563-5.
- Hodge, Alison, ed. 2000. Twentieth Century Actor Training. London and New York: Routledge. ISBN 0-415-19452-0.
- Magarshack, David. 1950. Stanislavsky: A Life. London and Boston: Faber, 1986. ISBN 0-571-13791-1.
- Meisner, Sanford, and Dennis Longwell. 1987. Sanford Meisner on Acting. New York: Vintage. ISBN 978-0-394-75059-0.
- Pavis, Patrice. 1998. Dictionary of the Theatre: Terms, Concepts, and Analysis. Trans. Christine Shantz. Toronto and Buffalo: University of Toronto Press. ISBN 0802081630.
- Stanislavski, Konstantin. 1938. An Actor's Work: A Student's Diary. Trans. and ed. Jean Benedetti. London and New York: Routledge, 2008. ISBN 0-415-42223-X.
- Stanislavski, Konstantin. 1957. An Actor's Work on a Role. Trans. and ed. Jean Benedetti. London and New York: Routledge, 2010. ISBN 0-415-46129-4.
- Wickham, Glynne. 1959. Early English Stages: 1300—1660. Vol. 1. London: Routledge.
- Wickham, Glynne. 1969. Shakespeare's Dramatic Heritage: Collected Studies in Mediaeval, Tudor and Shakespearean Drama. London: Routledge. ISBN 0-710-06069-6.
- Wickham, Glynne. 1981. Early English Stages: 1300—1660. Vol. 3. London: Routledge. ISBN 0-710-00218-1.
- Zarrilli, Phillip B., ed. 2002. Acting (Re)Considered: A Theoretical and Practical Guide. Worlds of Performance Ser. 2nd edition. London and New York: Routledge. ISBN 0-415-26300-X.